# ひき岩群ふるさと自然公園センター

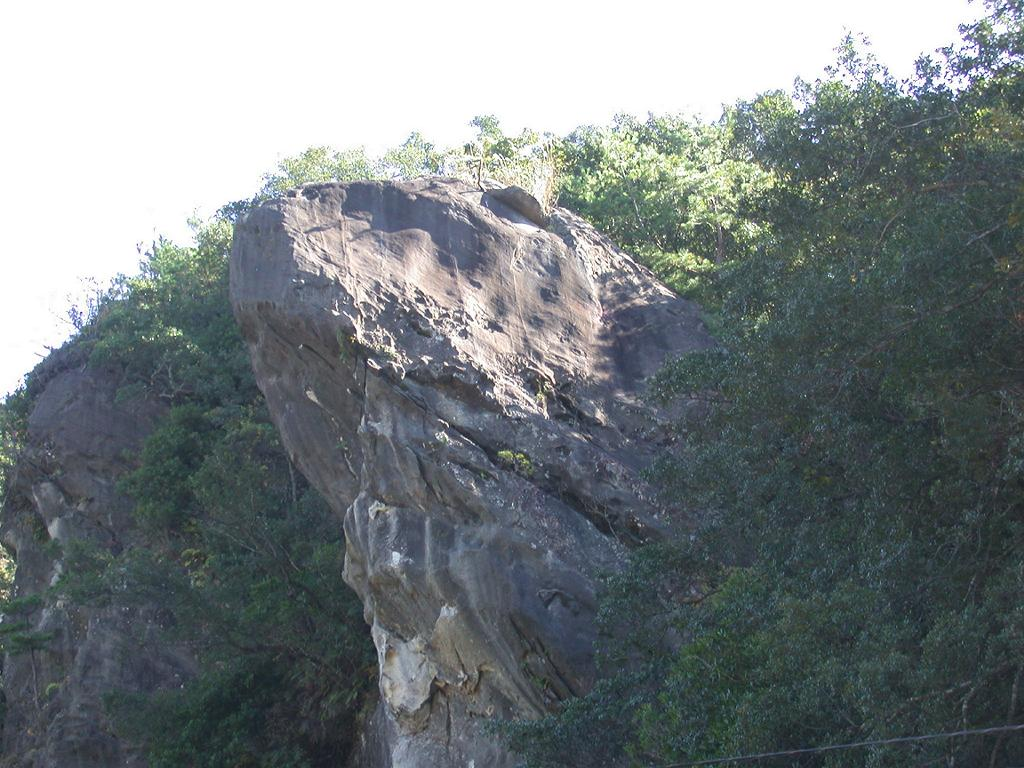
ヒキガエルに似たひき岩

ひき岩群ふるさと自然公園センター（ひきいわぐんふるさとしぜんこうえんせんたー）は、和歌山県田辺市稲成町の「ひき岩群国民休養地」内の展示施設。「田辺市ふるさと自然公園センター」とも称される。「ふるさと自然公園センター」と略する。

## 施設
ひき岩群のふるさと自然公園国民休養地の中心施設。ひき岩群のそばの岩口池のほとりに和歌山県が整備し、ひき岩群国民休養地の中心となる施設とされる。田辺市が管轄する。展示内容は田辺の生物と自然の仕組みや成り立ちを写真・パネル・標本などで紹介している。岩口池は田辺市随一の桜の名所で、毎年春には「桜まつり」が開かれる。
観察指導員が生き物や自然観察について教えている。また、センターを利用して、季節に応じた自然体験・観察教室が行われる。観察教室は、ひき岩群の生き物観察や、海辺の生き物観察、野鳥の観察、星座の観察、昆虫や植物の採集と標本作り、生物同定の教室が行われたり、また、カビやプランクトンなどの観察会などが行われる。和歌山県のレッドデータブックで絶滅危惧種とされているカスミサンショウウオの観察会も行われている。
田辺市の侵入生物であるアライグマの防除対策にも取り組んでいる。

### 展示

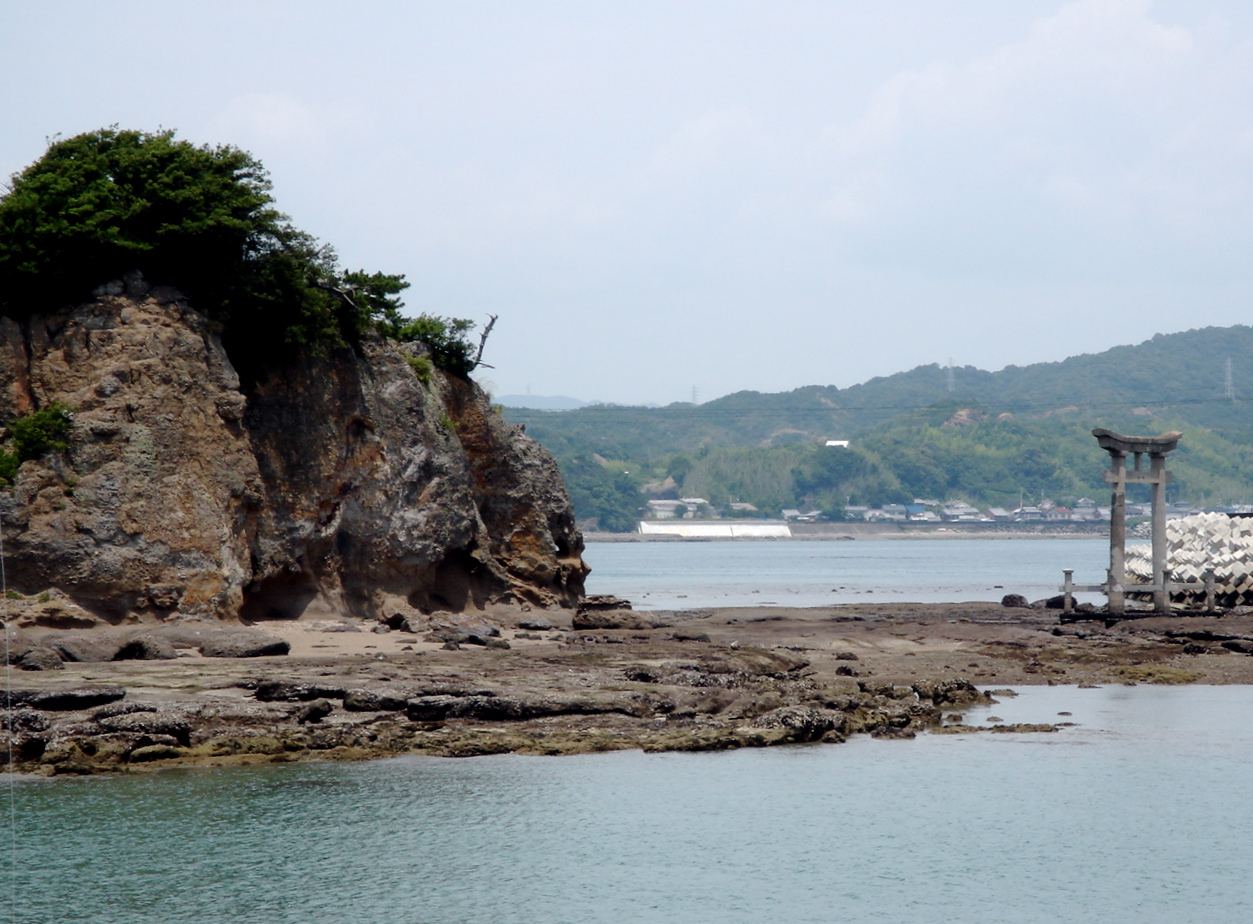
天神崎では海の生き物観察が行われる

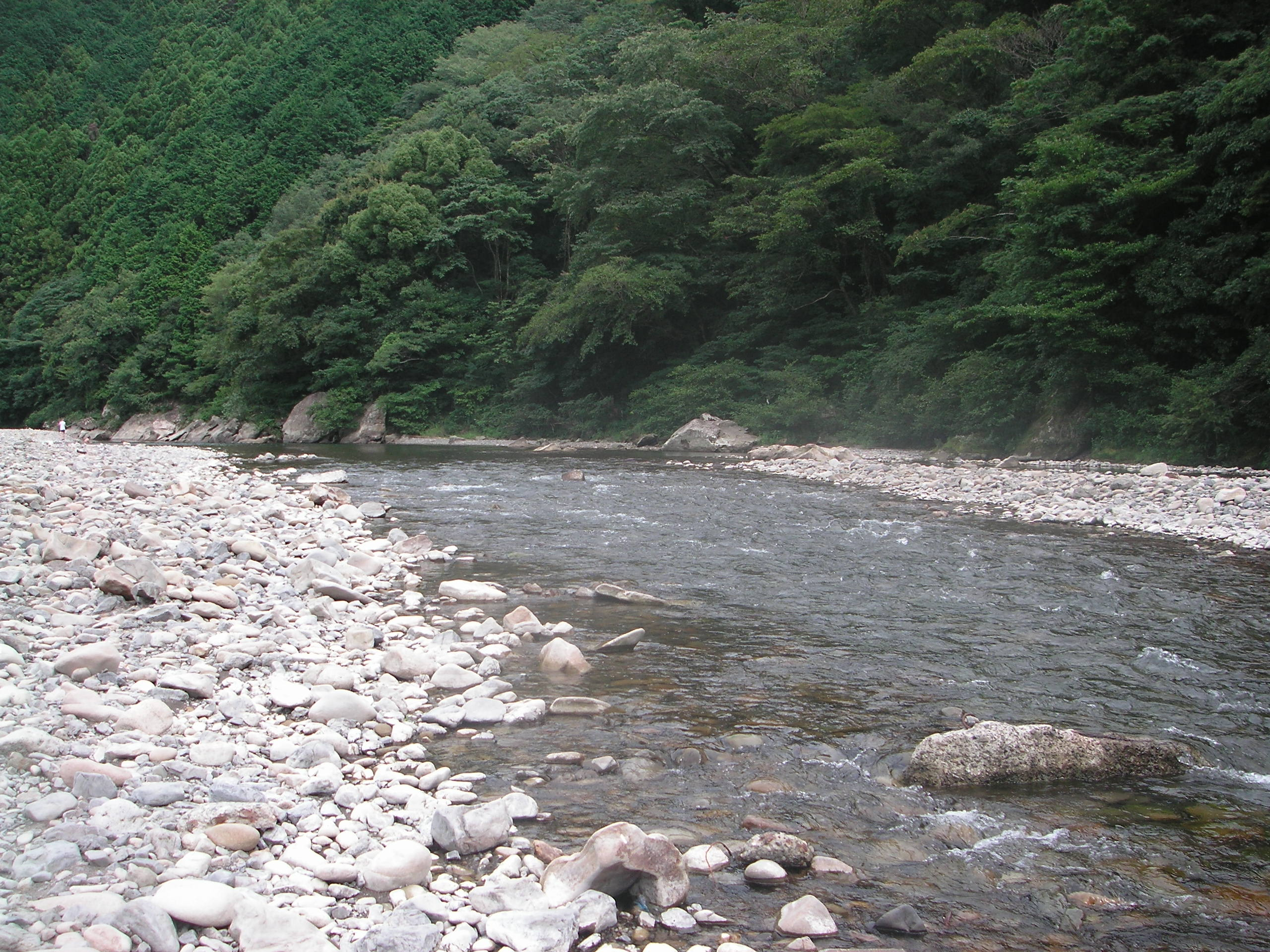
富田川では野鳥観察が行われる

- ひき岩の自然 - ひき岩の成り立ちと特徴的な生き物たちの紹介[4]。

- 天神崎（てんじんざき）・元島（もとしま）の自然 - 磯や海岸林の生物 を紹介[4]。

- 池や水田の自然 - 水生昆虫や両生類の展示[4]。

- 森林の動植物 - 森林の生態や仕組みのパネル展示[4]。

- 源流域の自然 - 川の源流域の生物の紹介[4]。

- 川の生物と水質 - 川の水生生物の紹介と環境教育[4]。

- 南方熊楠の世界 - 博物学者・南方熊楠の研究内容の紹介。昆虫標本のコレクションを復元して展示[4]。

- 話題の生き物 - 和歌山県内の貴重な生物の展示[4]。

- ビオトープ（自然観察園） - 紹介と情報。外には簡単なビオトープ池もある[4]。

- 化石・鉱物 - アンモナイト・三葉虫など[4]。

※生物試料 - 昆虫の標本、高等植物の標本、天神崎の貝類及び和歌山県内の陸産貝類の標本。

## 事件
- 2008年、昔の自然環境に戻そうとしている岩口池上流にある観察用湿地に、密放流された金魚が見つかり、駆除された。2004年に岩口池の水を全て抜き、その際、外部からの生物の放流は禁止されている。しかし、2006年にも金魚が発見され、また、岩口池にはニシキゴイも確認されている[5]。さらに、2008年にはブラックバスも確認されている[6]。
- 2009年、センターが管理する自然公園がゴミだらけで、不法投棄の家電、キャンプ用品、束ねられた雑誌、数十匹の生アジなどがみつかったと報道された。また、自然公園の遊具も頻繁にいたずらされているという[7]。
- 2010年、多目的広場で7月10日、3輪か4輪のバイク車両が夜間に侵入し、芝生が荒らされた[8]。
- 2012年、ボランティアが回収し施設に持ち込んだゴミに、全長8.9センチ、直径3.7センチ、重さ475グラムの爆弾が二つ発見された。旧日本軍の徹甲弾と似ているとされ、鉄製とみられ、中央には真鍮が巻かれている[9]。

## 開館
- 開館時間：AM10:00 - PM4:00
- 休館日： 毎週月曜日（休館日が祝日の場合はその翌日）、年末年始（12月28日 - 1月4日）。
- 入館料： 無料